# Durrengebwiller
 (septembre 2013).
Durrengebwiller était un village d'Alsace, situé au sud-ouest de Didenheim, dans le département actuel du Haut-Rhin.
Mentionné entre le VIIIe siècle et le XVe siècle, il se dressait sur une colline plate en bordure du Sundgau, à environ 500 m au sud-ouest de l'actuelle chapelle Saint-Gall. Il a été ruiné pendant la Guerre de Trente Ans.
La chapelle Saint-Gall est érigée à l'emplacement d'une ancienne église commune aux villages de Durrengebwiller, Didenheim et Hochstatt. Le village quant à lui se trouvait au sud-est en contrebas ; au carrefour de la rue de Zillisheim et du Steinweg, une croix élevée en 1846 qui en marquait l'emplacement fut victime d'un accident de la circulation et enlevée.
Une foire annuelle s'est tenue à cet endroit le jour le la Saint-Gall jusqu'en 1756, soit bien après la disparition du village. L'église a été démolie en 1754. La chapelle fut érigée en 1881, puis détruite et reconstruite à deux reprises lors des deux guerres mondiales. Sous son aspect actuel, elle date de 1963.

## Sources
- Hervé de Chalendar, série Villages disparus publiée dans le journal L'Alsace en 2012.